# Avenida de Anaga

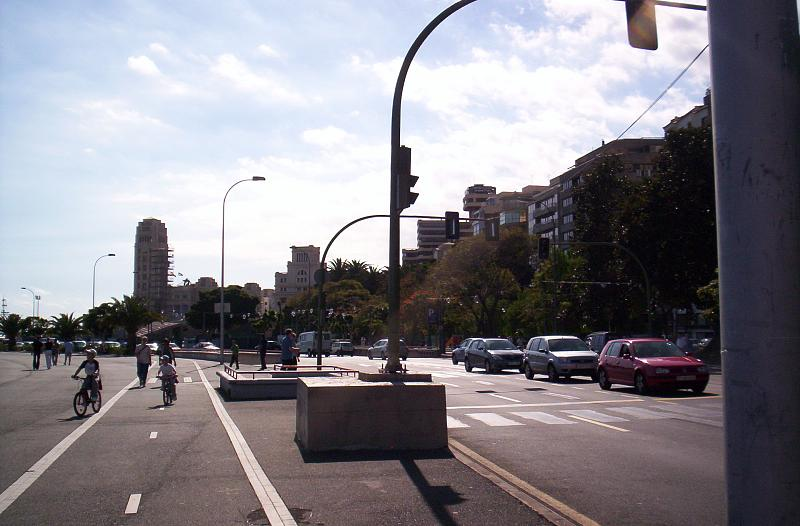
Vista de la avenida. Al fondo el edificio del Cabildo de Tenerife

La Avenida de Anaga es una gran avenida que recorre el extremo marítimo de la ciudad de Santa Cruz de Tenerife (Canarias, España). En concreto, esta avenida es el último tramo desde la Avenida Francisco La Roche hasta la autovía que va a San Andrés y la playa de Las Teresitas. 
Por su parte, el tramo que va desde el edificio del Palacio Insular del Cabildo de Tenerife hasta la autovía de salida hacia el sur de la isla se denomina Avenida de La Constitución. Aunque es la misma avenida tiene tres nombres según sus tramos, si bien es más comúnmente conocida como "Avenida de Anaga" entre los tramos del Palacio Insular y la autovía de San Andrés.
El tramo comprendido en la Avenida Francisco La Roche lleva ese nombre en honor a Francisco de Asís La-Roche y Aguilar, antiguo alcalde de la ciudad y presidente del Cabildo de Tenerife, entre otros cargos importantes, durante la dictadura de Primo de Rivera (1923-1930) y Francisco Franco (1939-1975).
Se encuentra junto al Puerto de Santa Cruz de Tenerife, y llega hasta la autovía de San Andrés. Es una de las principales arterias de entrada y salida de la ciudad, pero también es utilizada principalmente en los desfiles del carnaval chicharrero, como en el Gran Coso Apoteósis del Carnaval. La avenida dispone de tiendas, edificios de oficinas, discotecas y restaurantes.

## Galería

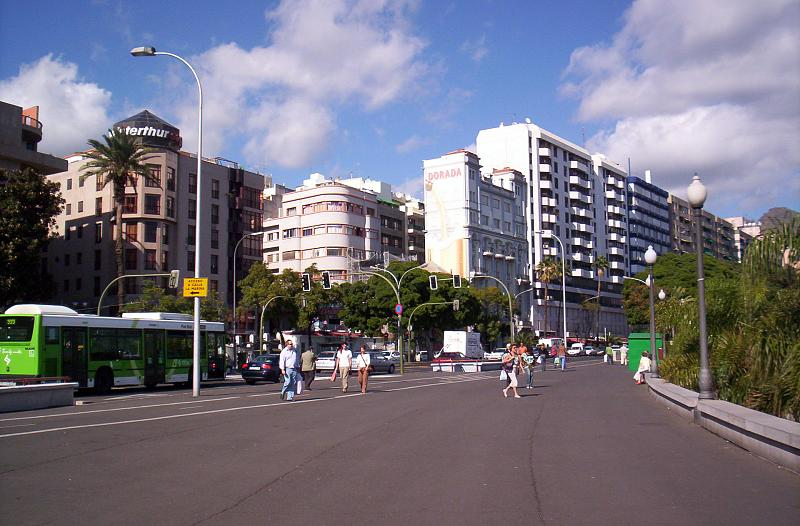
Tramo de la avenida